# Joachim Tzschaschel
Joachim Tzschaschel (* 4. Dezember 1917 in Oels; † 12. August 2001 in Starnberg) war ein deutscher Major im Generalstab der Wehrmacht und Brigadegeneral der Bundeswehr, Angehöriger der Organisation Gehlen, Abteilungsleiter Auswertung des Bundesnachrichtendienstes und Militärattaché.

## Leben
Tzschaschel, Sohn eines Landgerichtspräsidenten, trat am 1. Oktober 1936 als Offizieranwärter beim Artillerie-Regiment 4 in Dresden in die Wehrmacht ein. Am 1. September 1938 wurde er zum Leutnant befördert und war von August 1938 bis Mitte 1942 als Batterieoffizier, Ordonnanzoffizier, Regimentsadjutant und Batteriechef im Artillerie-Regiment 74, das später zum Panzerartillerie-Regiment 74 umgegliedert wurde. Ende 1939 erlitt er einen Schulterdurchschuss. Für das Deutsche Kreuz in Gold wurde er vorgeschlagen, ohne dass es zu einer Verleihung kam. Von Mai 1942 bis Juni 1943 war er 1. Ordonnanzoffizier im Stab der 2. Panzer-Division und von Juni bis August 1943 Abteilungskommandeur der I. Abteilung des Panzerartillerie-Regiments 74. Von Dezember 1943 bis Mai 1944 nahm er am 12. Generalstabslehrgang an der Kriegsakademie in Hirschberg im Riesengebirge teil und wurde währenddessen am 1. April 1944 zum Major im Generalstab befördert. Von Juni bis Dezember 1944 war er Dritter Generalstabsoffizier des X. Armeekorps und anschließend bis Mai 1945 der 18. Armee, wo er eng mit der Abteilung Fremde Heere Ost im Oberkommando des Heeres unter Reinhard Gehlen zusammenarbeitete.
Von Mai 1945 bis Dezember 1946 war Tzschaschel in britischer Kriegsgefangenschaft. Nach einer Zeit der Arbeitslosigkeit wurde er im September 1947 Mitarbeiter der Organisation Gehlen und war dabei von Juli 1950 bis Januar 1953 freier Journalist und Militärberater der syrischen Regierung in Damaskus. Am 1. April 1956 wurde er in den Bundesnachrichtendienst übernommen.
Am 1. Mai 1957 wurde Tzschaschel als Major in die Bundeswehr eingestellt und war zunächst Hilfsreferent. Von Februar 1958 bis Oktober 1960 war er Hilfsreferent bei der Deutschen Botschaft Paris in Frankreich und von April 1961 bis Februar 1962 Militärattaché an der Deutschen Botschaft Bagdad im Irak. Von März 1964 bis Mai 1965 war er Militärattaché an der Deutschen Botschaft Algier in Algerien und kehrte im Mai bis August 1965 zum Bundesnachrichtendienst zurück. Dann war er von September 1965 bis Dezember 1966 Verteidigungsattaché an der Deutschen Botschaft Saigon in Südvietnam.
Tzschaschel wurde Ende 1966 Unterabteilungsleiter Politische Auswertung im Bundesnachrichtendienst, am 26. Juni 1971 zum Brigadegeneral ernannt und 1974 Abteilungsleiter Auswertung. Mit Ablauf des März 1979 wurde er in den Ruhestand versetzt. Er trug den Dienstnamen Tischner.
Später war Tzschaschel freier Mitarbeiter der Stiftung Wissenschaft und Politik, damals in Ebenhausen, wo er zum Maghreb, Sudan und Irak arbeitete. 2000 veröffentlichte er ein autobiografisches Buch.

## Auszeichnungen
- Eisernes Kreuz I. Klasse (1940)
- Verwundetenabzeichen in Schwarz (1939)
- Verdienstkreuz 1. Klasse des Verdienstordens der Bundesrepublik Deutschland

## Schriften
- Zeitzeuge in Bagdad, Algier, Saigon: Erinnerungen eines deutschen Militärattachés. Haag und Herchen, Frankfurt am Main 2000, ISBN 978-3-86137-989-8.